# 弛豫时间
弛豫时间（Relaxation Time），記作 {\displaystyle \tau }，即达到热动平衡所需的时间。

## 分析
在经典物理中，带电粒子可以在电场作用下作加速运动，即加速度 {\displaystyle a=qE/m}。
然而，自由电子在外电场作用下在晶体内运动却不能满足这个简单关系。首先，自由电子的静止质量和运动质量不同，公式中的质量为爱因斯坦的相对质量 {\displaystyle m_{e}^{*}}。另外，电子在晶体内最终会与原子发生碰撞，改变运动状态。这个碰撞会趋于降低电子从外电场获得的加速度，但电子的最终速度始终是增加。
每次碰撞之间的时间间隔平均，我们称为弛豫时间 {\displaystyle \tau }。在導體內，每次碰撞的速度增量平均，我们称为漂移速度 {\displaystyle v_{d}}，即
{\displaystyle v_{d}={\frac {1}{2}}at={\frac {1}{2}}{\frac {eE}{m_{e}^{*}}}\tau }
其中 {\displaystyle e} 為電子電量。若 {\displaystyle \tau } 以電子在一段時間內的速度總體變化求得的平均弛豫時間，則省去係數 {\textstyle {\frac {1}{2}}}。